# Abschwung (Kunstflug)
Der Abschwung (franz. und in der Deutschschweiz Retournement) ist eine Kunstflugfigur, die man sich am besten als halben Looping abwärts aus dem Rückenflug in die Normalfluglage vorstellen kann. Hierzu wird im Rückenflug am Steuerknüppel gleichmäßig, aber bestimmt gezogen. Der Knüppel wird beim Erreichen der Normalfluglage wieder in die Neutralstellung zurückgeführt.
Wichtig ist, dass die Eingangsgeschwindigkeit niedrig genug gewählt wird, da sonst durch die Fahrtaufnahme im halben Looping das Flugzeug durch das Überschreiten entweder der Höchstgeschwindigkeit oder der zugelassenen g-Belastung überlastet wird.

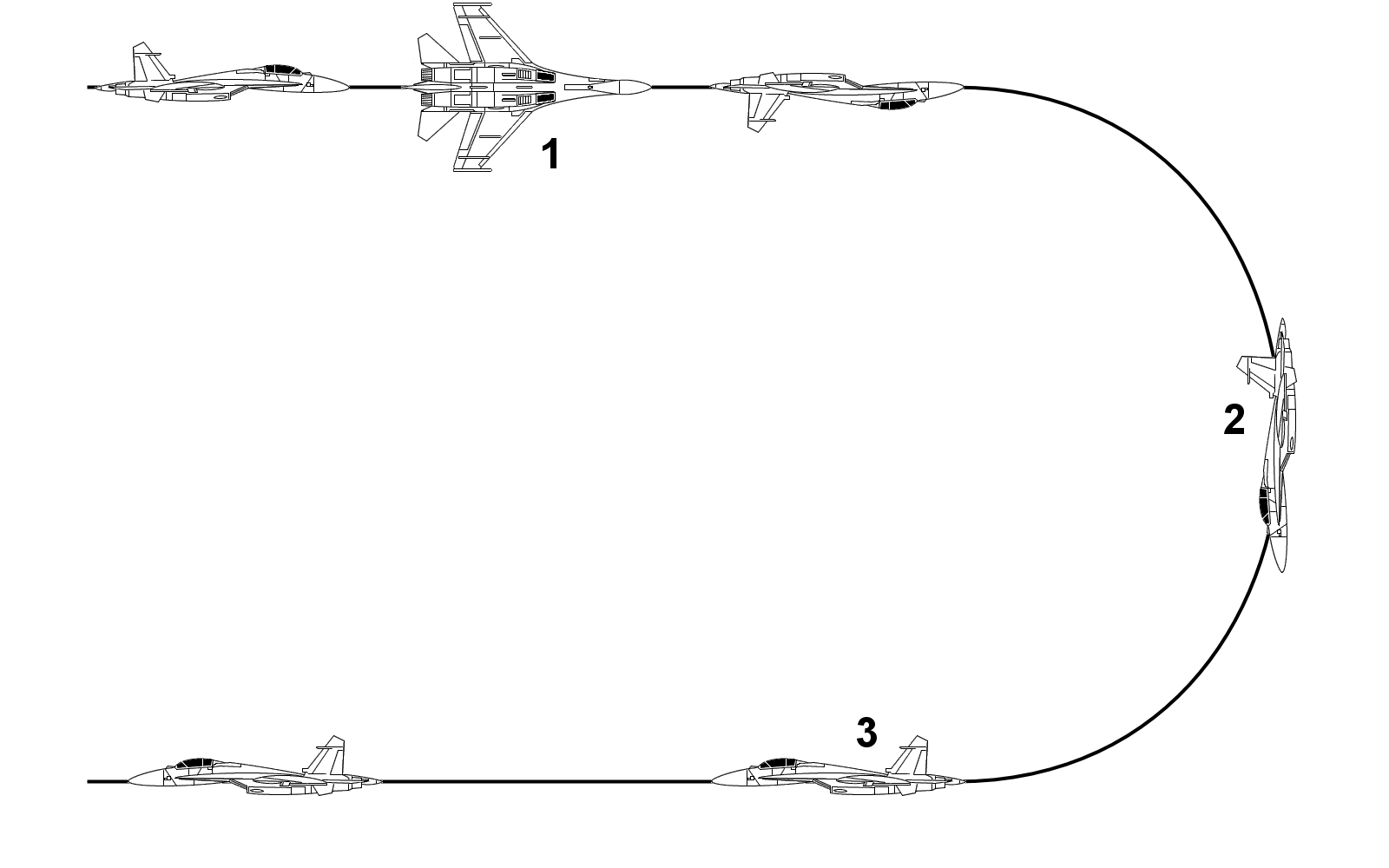
Schema eines Abschwungs nach halber Rolle

Die Figur wird auch aus der Normalfluglage in Verbindung mit einer vorher geflogenen halben Rolle ausgeführt. Diese Kombination nennt sich dann Linker oder Rechter Abschwung (englisch Split S), je nachdem, in welche Richtung die halbe Rolle geflogen wird. Bei dieser Kombination tritt die Schwierigkeit auf, dass bei manchen Flugzeugen die Geschwindigkeit für die halbe Rolle höher sein muss als sie nachher bei der Einleitung des halben Loopings sein darf. In diesem Fall wird die Nase höher über den Horizont genommen, um durch eine steigende Flugbahn Geschwindigkeit abzubauen. Dies ist vor allem bei Segelflugzeugen sehr wichtig, da diese durch ihre aerodynamische Güte während des halben Loopings sehr viel Fahrt aufnehmen.
Beim Abschwung handelt es sich um eine Kunstflugfigur aus dem Katalog von Aresti.